# Цветков, Владимир (писатель)
Владимир Цветков — русский писатель

 начала XIX века. 
Об его детстве, отрочестве и образовании информации не сохранилось, да и прочие биографические сведения о нём практически отсутствуют; известно лишь, что перу Владимира Цветкова принадлежит книга: «Новые употребительнейшие, просто греческие и российские разговоры, разделенные на 120 уроков», которую автор издал в 1809 году в городе Москве в типографии Решетникова.